# 불 숭배
불 숭배(fire worship) 또는 불 신격화(또한 pyrodulia, pyrolatry 또는 pyrolatria) 또는 불을 중심으로 한 종교 의식인 불 의식(fire ritual)은 다양한 종교에서 알려져 있다. 불은 전기 구석기 시대부터 인류 문화의 중요한 부분이었다. 불과 관련된 종교적 또는 정령숭배적 개념은 인간이 존재하기 이전의 초기 시대까지 소급되는 것으로 추정된다.
일반적으로 불을 의인화한 불의 신이 있을 수 있으며, 그는 어떤 의미에서 특정 의식용 불에 거주한다고 믿을 수도 있고, 불은 다른 신에 대한 숭배를 나타낼 수도 있다.

## 같이 보기
- 허영의 소각
- 영원한 불꽃
- 번제
- 자연 숭배
- 태양신
- 조로아스터교